# إليزابيث ريان
إليزابيث ريان (بالإنجليزية: Elizabeth Ryan) (مواليد 08 فبراير 1892 في آناهايم، كاليفورنيا - 6 يوليو 1979 في إنجلترا)، كانت لاعبة كرة مضرب أمريكية سابقة متخصصة بمنافسات الزوجي. وفازت بـ24 بطولة جراند سلام. أعلى تصنيف لها في الفردي كان المركز الـ 3 في سنة 1927.

## بطولات حققتها
- بطولة ويمبلدون

## روابط خارجية
- إليزابيث ريان على موقع قاعة مشاهير كرة المضرب الدولية (الإنجليزية)
- إليزابيث ريان على موقع خلاصة التنس.كوم (الإنجليزية)